# Strażnicki
Strażnicki – polski herb szlachecki z nobilitacji.

## Opis herbu
Opis herbu z wykorzystaniem zasad blazonowania, zaproponowanych przez Alfreda Znamierowskiego:
W polu błękitnym ostrzew złota z trzema takimiż gałązkami, na każdej z nich liść i pomarańcza.
Klejnot: na hełmie bez korony skrzydło błękitne.
Labry błękitne, podbite złotem.

## Najwcześniejsze wzmianki
Nadany Witowi ze Strażnicy 11 czerwca 1531.

## Herbowni
Herb Strażnicki, będący herbem własnym, przysługuje wyłącznie jednemu rodowi herbownemu, który ma prawo do jego używania :
Strażnicki.